# Debbie Turner
Debbie Turner (Arcadia, Califórnia, 5 de setembro de 1956) é uma atriz estadunidense famosa por interpretar Marta Von Trapp em A Noviça Rebelde.
Começou sua carreira na televisão com apenas seis meses de idade. Fez diversos comerciais, inclusive mais de 30 filmes para a marca de brinquedos Mattel. No entanto, depois de interpretar a pequena Marta, abandonou a carreira artística e se transformou em esquiadora profissional.
Nos anos 80, abriu uma empresa de decoração baseada em flores. Atualmente também restaura móveis antigos.

## Filmografia

### Atriz
- North Dallas Forty (1979) .... Convidado na festa
- A Noviça Rebelde (1965) .... Marta

... ou "The Sound of Music" - USA (título original)
... ou "Música no Coração" - Portugal

### Trilha Sonora
- A Noviça Rebelde (1965) (intérprete: "Do-Re-Mi" (1959, "The Lonely Goatherd" (1959), "Edelweiss" (1959), "So Long, Farewell" (1959)) ("The Sound of Music" (1959), "My Favorite Things" (1959))

... ou "The Sound of Music" - USA (título original)